# くりえい社
株式会社くりえい社 は、日本の同人誌印刷所。大阪府大阪市東成区に本社がある。

東京都中央区にオフィスがあるが、2015年10月10日をもって閉鎖。

かつては愛知県名古屋市中区にもオフィスがあったが2012年に閉鎖している。

## 特色
特に技術をプッシュしているところはないが、フルカラー表紙、本文印刷ともに高品質であり、特にマットインクを使ったスミベタ印刷は業界屈指の美しさを自称する。印刷料金は安い部類ではないが、高い印刷技術と誠実な企業姿勢を貫いており、関西で最大規模の顧客数と生産能力を有する。現在は、文章系同人誌の開拓に力を入れている。
2008年にフルカラー印刷をAMスクリーニングからFMスクリーニングに変更したが、色身に関するクレームが多かったため、現在はAMかFMかを選択できるようになっている。

## 愛と正義の印刷所攻略法
1995年のイベント配布用スケジュールパンフレットから、「愛と正義の印刷所攻略法」という連載漫画を始めた。内容は、主に同人誌印刷所の業界内でまかり通っている非常識や不条理を、かなり辛口のやり方で糾弾するというもので、関西の企業らしいストレートな口調と、必要とあらば自社どころか顧客すらも批判するのが特徴であった。このキャンペーンを始めてから、同社には多くの批判と、より多くの賛同の声が寄せられたという。現在でもスケジュール表の発行は続けられているが、漫画の内容は同人誌作りのノウハウを紹介する路線になっている。
高井社長はこの漫画の中で、くいだおれ太郎をモチーフにした2頭身キャラで登場する。自らをチンドンと呼び、同人作家からはチンドン先生と呼ばれている。高井社長は全国の同人誌即売会に顔を出し、参加者に印刷業者サイドからのアドバイスや講演などを続けている。